# Il gaucho insostenibile
Il gaucho insostenibile è una raccolta di racconti dello scrittore cileno Roberto Bolaño pubblicata per la prima volta in lingua spagnola nel 2003.

## I racconti
La raccolta è composta da 5 racconti e 2 conferenze:
- Jim
- Il gaucho insostenibile
- Il poliziotto dei topi
- Il viaggio di Álvaro Rousselot
- Due racconti cattolici
- Letteratura + malattia = malattia
- I miti di Cthulhu

## Epigrafe
“Può darsi che non ne sentiremo troppo la mancanza.” 
Franz Kafka

## Edizioni
- Roberto Bolaño, Il gaucho insostenibile, traduzione di Maria Nicola, collana La Memoria, Sellerio, Palermo, 2006,  p. 179, ISBN 88-389-2137-7.
- Roberto Bolaño, Il gaucho insopportabile, traduzione di Ilide Carmignani, collana Fabula, Adelphi, Milano, 2017,  p. 158, ISBN 978-88-459-3147-5.